# 新布拉霍維欣卡
46°50′39″N 34°10′3″E / 46.84417°N 34.16750°E
新布拉霍維欣卡（烏克蘭語：Нова Благовіщенка）是位於烏克蘭南部的村莊，由赫爾松州卡霍夫卡區的霍爾諾斯塔伊夫卡市鎮負責管轄。該村始建於1911年，面積22平方公里，海拔高度56米，2001年人口160，人口密度每平方公里7.3人。